# Nghị quyết 777 của Hội đồng Bảo an Liên Hợp Quốc
Nghị quyết 777 của Hội đồng Bảo an Liên Hợp Quốc được nhất trí thông qua vào ngày 19 tháng 9 năm 1992. Sau khi tái khẳng định Nghị quyết 743 (1992) và tất cả các nghị quyết kế tiếp về chủ đề này, Hội đồng cho rằng, với việc Cộng hòa Liên bang Xã hội chủ nghĩa Nam Tư (SFRY) đã giải thể, cùng với Nghị quyết 757 (1992), yêu cầu của Cộng hòa Liên bang Nam Tư (Serbia và Montenegro) về kế tục tư cách thành viên sẽ không được chấp nhận rộng rãi và do đó xác định rằng tư cách thành viên của SFRY tại Liên Hợp Quốc không thể tiếp tục. Vì vậy, Hội đồng báo cáo với Đại Hội đồng rằng Cộng hòa Liên bang Nam Tư (Serbia và Montenegro) đã ngừng tham gia Đại Hội đồng và nộp đơn xin gia nhập Liên Hợp Quốc.
Dự thảo nghị quyết ban đầu của Hoa Kỳ tuyên bố rằng Đại Hội đồng xác nhận "tư cách thành viên của Nam Tư ở Liên Hợp Quốc sẽ bị hủy bỏ", tuy nhiên điều này đã bị hủy bỏ để có được sự ủng hộ của Nga và bản thân nghị quyết vẫn có thể được diễn giải theo nhiều cách khác nhau. Nga và Trung Quốc đã bác bỏ ý kiến khai trừ Cộng hòa Liên bang Nam Tư ra khỏi tất cả các cơ quan của Liên Hợp Quốc, cho rằng công việc của nước này trong các cơ quan khác sẽ không bị ảnh hưởng. Trong khi đó, Ấn Độ và Zimbabwe (đồng minh truyền thống của Nam Tư thông qua Phong trào không liên kết) cho rằng Nghị quyết 777 đã vi phạm Hiến chương Liên Hợp Quốc, cụ thể là Điều 5 và 6.
Nghị quyết cũng tuyên bố sẽ xem xét vấn đề này trước khi phiên họp thứ 47 của Đại Hội đồng kết thúc. Nghị quyết được thông qua với 12 phiếu thuận, không có phiếu chống, 3 phiếu trắng của Trung Quốc, Ấn Độ và Zimbabwe.
Ngày 22 tháng 9 năm 1992, Đại Hội đồng đã thông qua quyết định của Hội đồng Bảo an trong Nghị quyết 47/1, với 127 phiếu thuận, 6 phiếu chống và 26 phiếu trắng, mặc dù ảnh hưởng của văn bản đã yếu đi do loại bỏ cụm từ "xem xét rằng nhà nước trước đây gọi là Cộng hòa Liên bang Xã hội chủ nghĩa Nam Tư đã không còn tồn tại." Từ năm 1992 đến năm 2000, Cộng hòa Liên bang Nam Tư đã từ chối tái đăng ký làm thành viên của Liên Hợp Quốc và Ban Thư ký Liên Hợp Quốc, dù các cơ quan này đã cho phép phái đoàn từ SFRY tiếp tục hoạt động và công nhận các đại diện của Cộng hòa Liên bang Nam Tư với vai trò kế tục sứ mệnh của SFRY và tiếp tục làm việc trong các cơ quan khác nhau của Liên Hợp Quốc.